# Menongue
Menongue (fins 1975 Serpa Pinto) és un municipi de la província de Cuando Cubango, de la que n'és capital. Té una extensió de 23.565 km² i 306.622 habitants. Comprèn les comunes de Menongue, Cueio i Caiundo. Limita al nord amb els municipis de Chitembo, a l'est amb els municipis de Cuito Cuanavale i Nancova, al sud amb el municipi de Cuangar, i a l'oest amb els municipis de Cuanhama, Cuvelai i Cuchi. També és terminal del Caminho de Ferro do Namibe i té l'aeroport de Menongue.